# Aleksandr Szawłochow
Aleksandr Apołłonowicz Szawłochow (ros. Александр Аполлонович Шавлохов; ur. 1939) – osetyński inżynier i polityk, premier Osetii Południowej 25 grudnia 1996 do sierpnia 1998 roku.
Z wykształcenia inżynier mechanik. Od 1965 do 1974 pracował w fabryce Elektrowibromaszina, gdzie w 1973 został dyrektorem. Kierował następnie do 1981 egzekutywą rady miejskiej w Cchinwali. Po wyborze Ludwiga Czibirowa na prezydenta został powołany przez niego na szefa rządu. Za jego kadencji pogłębiono relacje z Osetią Północną.